# 細江克弥
細江 克弥（ほそえ かつや、1979年6月2日 - ）は、神奈川県藤沢市出身の雑誌編集者、サッカージャーナリスト、サッカー解説者。
主な担当分野は、セリエAやジェフユナイテッド市原・千葉、高校サッカーである。

## 来歴
| スタブアイコン | サブスタブ | この項目は、まだ閲覧者の調べものの参照としては役立たない、サッカー選手に関連した書きかけの項目です。この項目を加筆・訂正などしてくださる協力者を求めています（P:サッカー/PJ:サッカー選手/PJ:女子サッカー）。 |

小学校3年生でサッカーを始める。当初は野球をすることも考えていたが、練習見学で遠投をしているところを見た細江の父が肩を壊すことへの危惧を示したこと、そしてキャプテン翼の影響もあり、サッカーの道へ進むことになる。ポジションはセンターフォワードだった。
中学生になると、Jリーグ開幕もあり全国的に町クラブ創設の機運が高まると、藤沢市、茅ヶ崎市、鎌倉市から実力者を集めたクラブFC湘南Jr.Y が創設され、入団することとなる。
高校進学に際しては、自身の全国高校サッカー選手権出場への思いもあり、神奈川県内の公立高校の中でも古豪と言われた神奈川県立七里ガ浜高等学校へ入学。ポジションはサイドバックを務めた。細江曰く「点を取るタイプ」のサイドバックだったとの事。
3年次、大学へはスポーツ推薦での進学を決めていたが、推薦に必要な評定が足りていなかったことから、推薦を取り消されてしまう。細江曰く「大学というものにどうやって行けるのか理解していなかった」との事。危機感を感じた細江は1から勉強に励み、2年の浪人を経て青山学院大学へ進学する。
しかし、サッカー部へは入部しなかった。

ワールドサッカーキング創刊初年である2005年の夏、フロムワンが手掛ける雑誌で初めてとなる、ヨーロッパのサッカー選手名鑑をスカパーのデータマンから転身したばかりの伊東聡志と共に僅か2人で手掛ける。手掛けた当時、細江は編集経験が1年半程、伊東に至っては僅か3ヶ月だったためか、名鑑のフランスリーグ・アンのチーム毎のフォーメーションの欄に元ウクライナ代表のアンドリー・シェフチェンコが大量に掲載されてしまった。
2007年から在籍していた『Jリーグサッカーキング』の創刊編集部では、ジェフユナイテッド市原・千葉の担当に配属された。2年後の2009年から独立し、フリーのサッカーライターとして、サッカーキングに限らず様々な媒体で記事を執筆している。2014年、ジェフユナイテッド市原・千葉のオフィシャルライターとなった。

## エピソード
- 中学時、学校のサッカー部に所属しておらず、クラブチームでサッカーをしていた細江は、卒業間際に行われた球技大会で、同級生にサッカーの実力を見せつけたり、自由に出し物ができる行事があった際には、自身のバンドマンとしての一面を見せつけた。その暁には、卒業後に2人の女子から告白された。

- 小さい頃はサッカー選手になりたかったが、成長と共に現実的な考え方をするようになると、花屋になりたいと思い、父親に真剣に相談したことがあった。

## 出演
（2023年9月現在）
セリエA 中継（DAZN、SPOTV NOW）
解説者として出演。
FOOTBALL FREAKS （DAZN）
不定期配信化に伴い2021年10月12日の配信分からレギュラー出演。
SerieA FREAKS 、SerieA FREAKS Voice（DAZN）
北川義隆と共に担当。
CALCiO2020（サッカーキング YouTube チャンネル）
　伊東聡志と共に担当。